# Черусти (станция)
Че́русти — станция Казанского направления Московской железной дороги в одноимённом рабочем посёлке городского округа Шатура Московской области. Входит в Московско-Горьковский центр организации работы железнодорожных станций ДЦС-8 Московской дирекции управления движением. По основному характеру работы является промежуточной, по объёму работы отнесена к 3 классу.
Последняя станция на этом направлении в Московской области, последняя станция и остановочный пункт Московской железной дороги на этом направлении. Станция является передаточной на Горьковскую железную дорогу, граница находится восточнее станции на отметке 159,5 км.

## История
С открытия линии станция была крупной, на ней менялись паровозы у всех поездов и действовало паровозное депо. Почти всё население посёлка Черусти состояло из железнодорожников. В 1960 году завершена электрификация участка Москва — Черусти, и все поезда здесь стали менять электровоз на тепловоз. После электрификации участка до Вековки в 1986 году все пассажирские и почти все грузовые поезда перестали здесь не только менять локомотив, но и вообще останавливаться, это повлекло закрытие депо, демонтаж большей части станционных путей и сокращение численности населения.

## Описание
Станция является самой дальней конечной для электропоездов из Москвы. В сутки ходит примерно 15 пар электропоездов в/из Москвы к/от Черустей, 2 пары по будням обращением Куровская — Черусти — Куровская, 5 пар электропоездов из/на Вековку. Полное время в пути от Казанского вокзала со всеми остановками — около 3 часов. Также на станции останавливался поезд дальнего следования 48/47 Москва-Муром, сейчас останавливается дневной поезд 48\47 Москва - Нижний Новгород. При этом до электрификации линии до Вековки постоянным током абсолютно все поезда меняли локомотив именно в Черустях.
С 1 января 2013 года маршруты поездов Москва — Вековка были укорочены до Черустей в связи с принятым в РЖД ограничением в 200 км для пригородных поездов. По факту, некоторые поезда следуют до Вековки и ныне, меняя номер по станции Черусти. На некоторые праздники прямые поезда до Вековки назначаются явно.

### Платформы
Станция имеет 2 платформы: 1 островная, высокая, очень длинная (способна принимать 16-вагонные составы), между 1-м и 2-м путями, принимает электропоезда на Москву/из Москвы, 1 боковая, низкая, короткая (6 вагонов), рассчитана на 3-й путь и электропоезда Черусти — Вековка.

### Путевое развитие
На севере есть путь, ведущий к ответвлению на Уршель, далее идут 1-й и 2-й путь, соединённые с платформой, и 3-й путь для электропоездов на Вековку. На юге расположены шесть путей для отстоя грузовых поездов. На западе путь, ведущий к ответвлению на Рошаль

### Вокзал
Вокзал станции представляет собой высокое одноэтажное здание с просторным залом ожидания и кассами.
Находится к северу от платформ.

### Особенности
Действуют ветки на Рошаль и Уршель. Рядом со станцией есть ещё две железнодорожные станции на ветках на Уршель и на Рошаль, которые не являются частью станции Черусти, а именно:
- Черусти (станция УМППЖТ)
- Черусти-примыкание (станция)

## Транспорт
Прямо у вокзала расположена автобусная остановка. С неё отправляются автобусы на Рошаль (10 рейсов в сутки) и Шатуру.